# Wilhelmine Sostmann
Wilhelmine Anna Elisabeth Sostmann (aussi Anna Wilhelmine Elise Blumenhagen, surnommée Minna, née le 21 septembre 1788 à Hanovre et morte le 30 novembre 1864 à Hambourg) était une écrivaine et actrice allemande. Elle a écrit de nombreux romans et récits, qui ont trouvé à son époque un grand succès[réf. nécessaire].

## Biographie
Née en 1788 à l'époque du Kurfürstentums Hanovre, ville orpheline de l'union personnelle entre le royaume-uni et de Hanovre[pas clair] en tant que fille d'un Kammerschreibers et de la sœur du médecin et écrivain Wilhelm Blumenhagen et du médecin et écrivain Carl Julius Blumenhagen. "Minna" a épousé en 1805, le juriste Maximilien Heinrich Philipp Anton Sostmann († 1834), devenu soldat durant l' "ère française" en 1813 et qui partit habiter à Hambourg.
Wilhelmine Sostmann a suivi son mari à Hambourg et y a vécu après sa mort en 1834, temporairement appauvrie. Peu de temps avant sa propre mort, une pension lui a été assurée par la Deutsche Schillerstiftung.

## Œuvres (sélection)
- Les Comtesses Caboga (roman), 3 volumes, 1826
- Mois-Roses, Leipzig, Taubert, 1826
- Männerherz et Frauentreue (roman), Braunschweig, Meyer, 1828
- L'Archevêque de Madrid (roman en deux parties), Hambourg, 1835
- Romans et Récits, 1829, 2 vol. :

1. Léonore. Larmes-Bénédiction
2. Destin-Me. Les Verführerinn

- Les Dernières Tudor sur le trône d'Angleterre, 3 volumes, Paris, G. C. E. Meyer, 1845
- Fürst und Minister, Braunschweig, G. C. E. Meyer, 1851
- Le Polonais juif (roman historique), 1864 (rédigé en 1833)